# Joanne Pavey
Joanne "Jo" Pavey, née Davis le 20 septembre 1973 à Honiton (comté du Devon), est une athlète britannique, spécialiste des courses de demi-fond et de fond.

## Carrière
Elle a été championne d'Europe du 10 000m en 2014 à l'âge de 40 ans, ce qui fait d'elle l'athlète la plus âgée à remporter ce titre. Elle a participé cinq fois aux Jeux olympiques entre 2000 et 2016. 
En 2016, Jo Pavey récupère sur tapis vert la médaille de bronze des mondiaux de 2007. L'IAAF annonce le 26 juillet 2017 qu'une cérémonie pour remettre la médaille aura lieu le 4 août 2017 pendant les Championnats du monde de Londres. 

## Palmarès
| Date | Compétition                    | Lieu           | Résultat | Épreuve  | Temps          |
| ---- | ------------------------------ | -------------- | -------- | -------- | -------------- |
| 2000 | Jeux olympiques                | Sydney         | 12e      | 5 000 m  | 14 min 58 s 27 |
| 2003 | Finale mondiale                | Monaco         | 3e       | 3 000 m  | 8 min 37 s 89  |
| 2004 | Championnats du monde en salle | Budapest       | 5e       | 3 000 m  | 9 min 13 s 09  |
| 2004 | Jeux olympiques                | Athènes        | 5e       | 5 000 m  | 14 min 57 s 87 |
| 2006 | Jeux du Commonwealth           | Melbourne      | 2e       | 5 000 m  | 14 min 59 s 08 |
| 2006 | Championnats d'Europe          | Göteborg       | 4e       | 5 000 m  | 15 min 1 s 41  |
| 2006 | Great South Run                | Portsmouth     | 1re      | 10 miles |                |
| 2007 | Championnats du monde          | Osaka          | 3e       | 10 000 m | 32 min 3 s 81  |
| 2008 | Jeux olympiques                | Pékin          | 14e      | 10 000 m | 31 min 12 s 30 |
| 2012 | Championnats d'Europe          | Helsinki       | 2e       | 10 000 m | 31 min 49 s 03 |
| 2012 | Jeux olympiques                | Londres        | 7e       | 5 000 m  | 15 min 12 s 72 |
| 2012 | Jeux olympiques                | Londres        | 7e       | 10 000 m | 30 min 53 s 20 |
| 2014 | Jeux du Commonwealth           | Glasgow        | 3e       | 5 000 m  | 15 min 8 s 96  |
| 2014 | Championnats d'Europe          | Zurich         | 7e       | 5 000 m  | 15 min 38 s 76 |
| 2014 | Championnats d'Europe          | Zurich         | 1re      | 10 000 m | 32 min 22 s 39 |
| 2014 | Coupe continentale             | Marrakech      | 3e       | 5 000 m  | 15 min 58 s 67 |
| 2016 | Championnats d'Europe          | Amsterdam      | 5e       | 10 000 m | 31 min 34 s 61 |
| 2016 | Jeux olympiques                | Rio de Janeiro | 15e      | 10 000 m | 31 min 33 s 45 |

## Records
| Épreuve       | Performance     | Lieu      | Date           |
| ------------- | --------------- | --------- | -------------- |
| 3 000 m       | 8 min 31 s 27   | Bruxelles | 30 août 2002   |
| 5 000 m       | 14 min 39 s 96  | Bruxelles | 25 août 2006   |
| 10 000 m      | 30 min 53 s 20  | Londres   | 3 août 2012    |
| Semi-marathon | 1 h 9 min 58 s  | Glasgow   | 4 octobre 2015 |
| Marathon      | 2 h 28 min 24 s | Londres   | 17 avril 2011  |